# Zosterops lateralis
- Commons
- Commons
- Wikispecies

O Olho-branco-de-dorso-cinzento (Zosterops lateralis) é uma pequena ave pertencente ao género Zosterops. É nativa da Austrália, Nova Zelândia e das ilhas de Lord Howe, Nova Caledónia, Lealdade, Vanuatu e Fiji.